# Franz Novak
Franz Novak (né le 10 janvier 1913 à Wolfsberg, mort le 21 octobre 1983 à Langenzersdorf) est un Hauptsturmführer SS autrichien. Il coordonnait sous les ordres d'Adolf Eichmann le transport ferroviaire pour la déportation des Juifs d'Europe vers les camps de concentration et camps d'extermination à l'est.

## Biographie

### L'adhésion au nazisme
Franz Novak quitte l'école en 1928 et commence un apprentissage dans une imprimerie de Wolfsberg. On y imprime le Unterkärntner Nachrichten, un journal local antisémite, proche du Großdeutsche Volkspartei. En octobre 1929, il devient membre des Jeunesses hitlériennes. En avril 1933, il va à la SA, un mois après avoir signé au NSDAP. Après l'interdiction du parti en Autriche en juillet 1933, il entre dans l'illégalité et devient chef de la section de Wolfsberg de la NSBO et chef d'équipe de la SA. Il participe au putsch en juillet 1934. Après l'échec, il fuit en Yougoslavie puis va en Allemagne et rejoint la Légion autrichienne (de). 
Après l'Anschluss en 1938, il s'installe à Vienne et devient l'adjoint d'Adolf Eichmann à l'Office central pour l'émigration juive à Vienne. Il devient aussi membre des SS.

### L'adjoint d'Adolf Eichmann
En juillet 1939, il participe à l'établissement de l'Office central pour l'émigration juive à Prague. Début 1940, Eichmann l'amène avec lui à Berlin au Reichssicherheitshauptamt et le met dans son nouveau service (de), sur les "affaires des Juifs et de l'évacuation". En tant que chef de service des transports, il réquisitionne les wagons de la Deutsche Reichsbahn pour la déportation et coordonne avec elle les heures de passages de ces trains afin d'avoir une coordination avec les SS, les services de police et les responsables des camps de concentration. Novak travaille étroitement avec les autres responsables de ces "questions juives" dans d'autres pays comme Theodor Dannecker, Alois Brunner et Dieter Wisliceny. Il fait partie ensuite du Sondereinsatzkommando Eichmann à Budapest qui, du 15 mars au 9 juillet 1944, conduit 476 000 Juifs hongrois vers le camp d'Auschwitz. Novak expulse chaque jour 6 000 à 12 000 personnes. La plupart des déportés furent tués immédiatement après leur arrivée à Auschwitz.

### Les procès
En 1945, Franz Novak disparaît sous un faux nom. Après l'abrogation des lois sanctionnant les crimes de guerre en 1957, il reprend son vrai nom. Dans le cadre du procès contre Eichmann, le procureur de Francfort émet en 1961 des mandats d'arrêt contre ses anciens collaborateurs, dont Novak. Il est arrêté le 20 janvier 1961 à Vienne, à l'imprimerie qu'il dirige. Lors des interrogatoires, il nie sa responsabilité dans la déportation des Juifs. Il déclare à son procès en 1964 : "Pour moi, Auschwitz était juste une gare." Ella Lingens-Reiner, Hermann Langbein, Franz Danimann (de) témoignent contre lui. Le jury ne le condamne pas pour complicité d'assassinat, mais en vertu de l'article 87 du code pénal autrichien connu sous le nom des "Lois de chemin de fer", pour une infraction criminelle intentionnelle compromettant l'intégrité des passagers lors d'un transport ferroviaire. 
Lors de son second procès en 1966, le jury reconnaît que Franz Novak a agi sur ordre de supérieurs et l'acquitte. 
Un troisième procès en Autriche en 1969 le reconnaît coupable et le condamne à neuf ans de prison. Après huit ans de prison, cette condamnation est annulée en raison d'un vice de forme par la Cour suprême. 
Un quatrième et dernier procès en 1972 le condamne à sept ans de prison d'après l'article 87. Il demande la grâce au président autrichien Rudolf Kirchschläger. Novak est libéré depuis 1966, mais demeurera harcelé pour ses crimes. Simon Wiesenthal estime que, pour chaque victime à Auschwitz, Novak a passé trois minutes et vingt secondes en détention.

## Source, notes et références
- (de) Cet article est partiellement ou en totalité issu de l’article de Wikipédia en allemand intitulé « Franz Novak » (voir la liste des auteurs).